# La Grande Soufrière
La Grande Soufrière of la Soufrière is een actieve stratovulkaan op het Franse eiland Basse-Terre (departement Guadeloupe). Het is de hoogste bergtop van de Kleine Antillen met een hoogte van 1467 meter. De berg ligt in de gemeente Saint-Claude en in het Nationaal Park Guadeloupe.
La Grande Soufrière is een jonge vulkaan die ongeveer 200.000 jaar geleden is gevormd. Sinds 1690 is de vulkaan zes keer uitgebarsten.
In 1976 leidde grote seismische activiteit tot de massale evacuatie van de 72000 bewoners van het eiland. Op 30 augustus barstte de vulkaan effectief uit, maar minder ernstig dan verwacht. Door de volledige evacuatie waren er geen doden. Terwijl het eiland verlaten was, trok de Duitse filmmaker Werner Herzog naar de verlaten stad Basse-Terre op het eiland. Zijn reis werd vastgelegd in de film "La Soufrière".

## Galerij

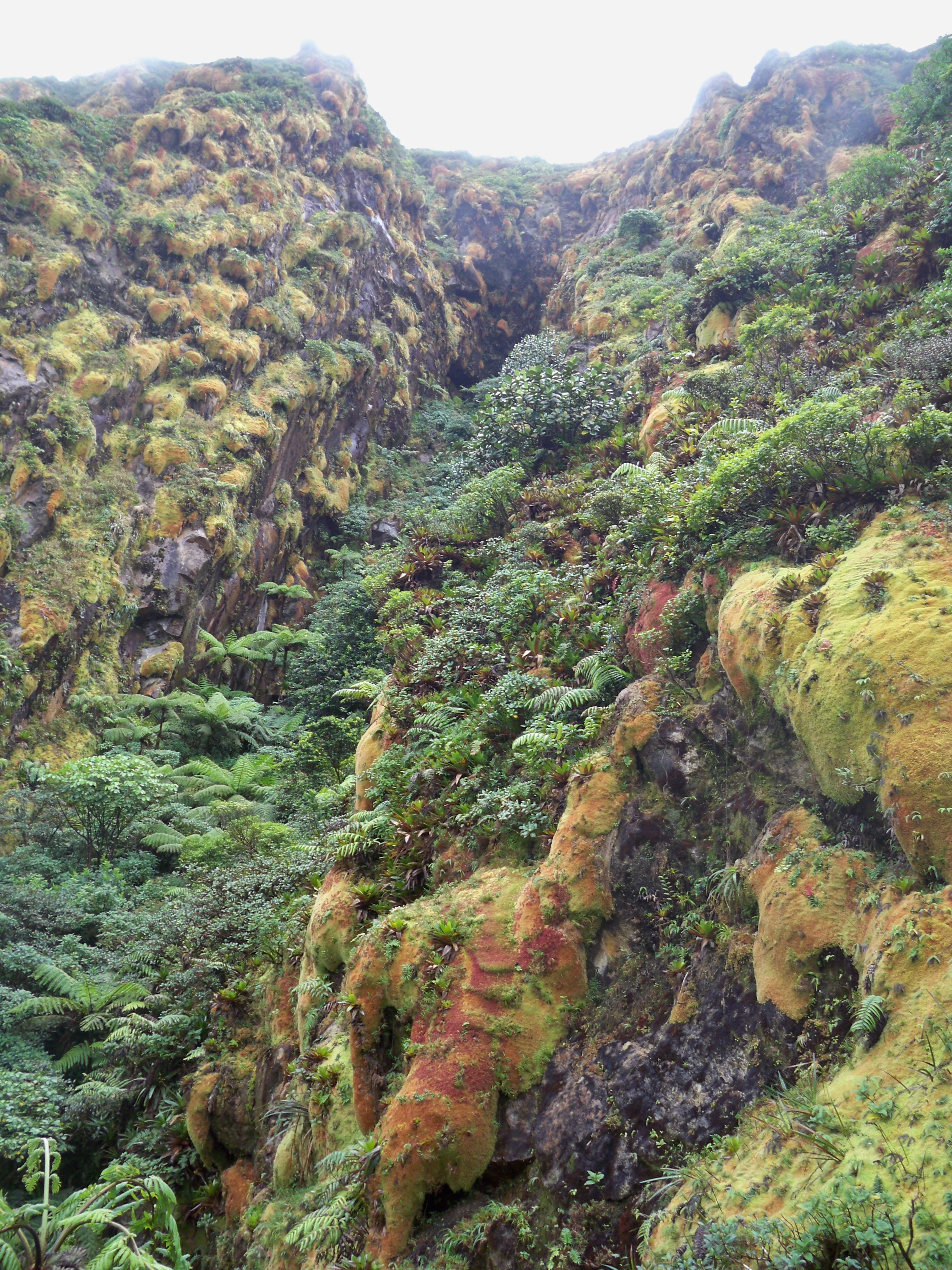
De top van la Soufrière met fumarolen (rechts)
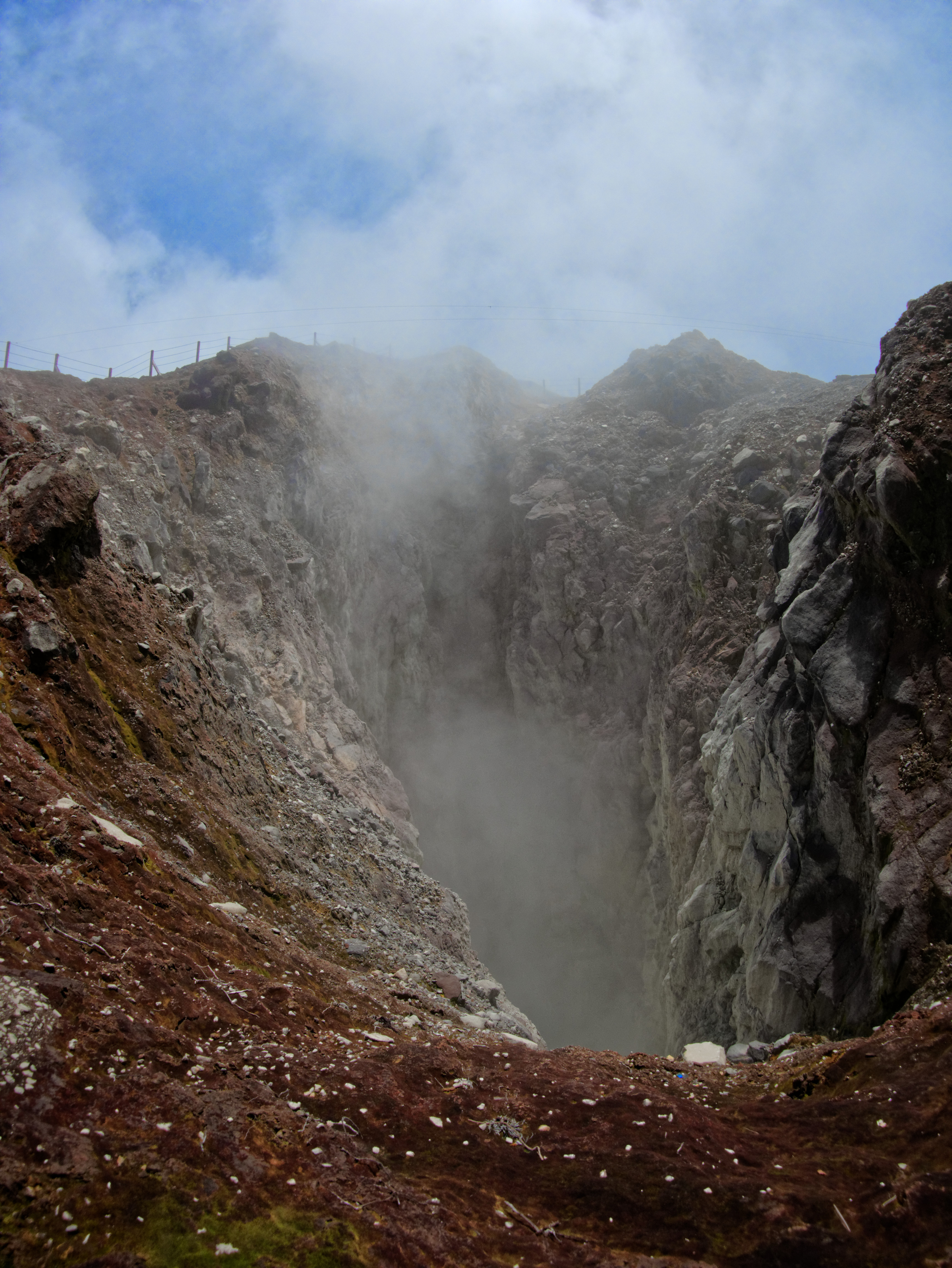
Krater
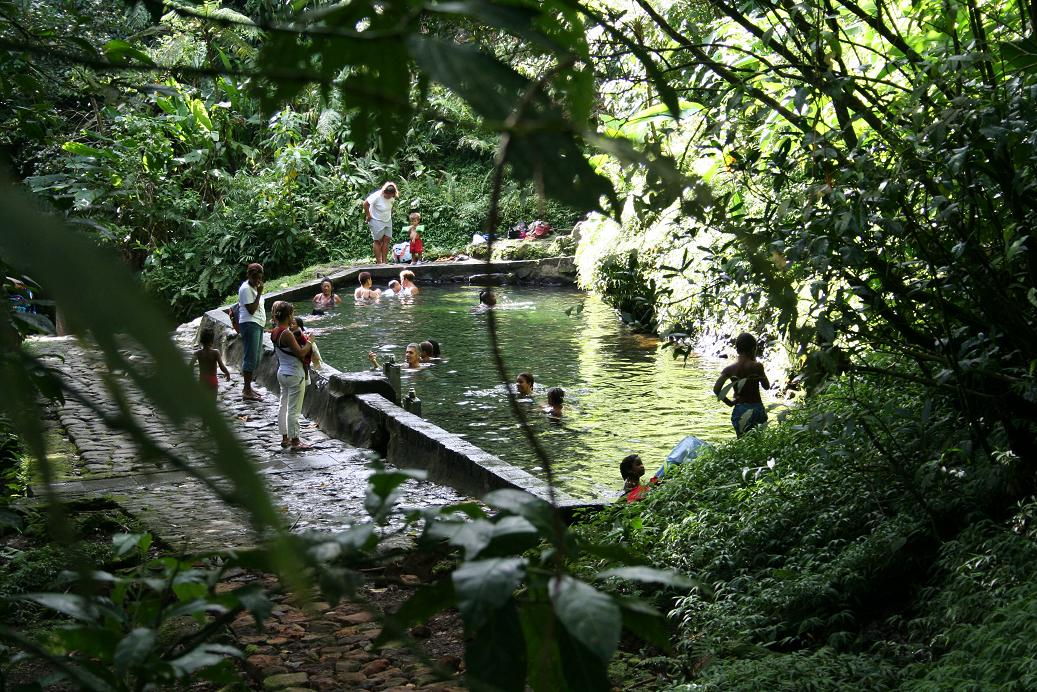
Bains Jaunes, warmwaterbron aan de flank
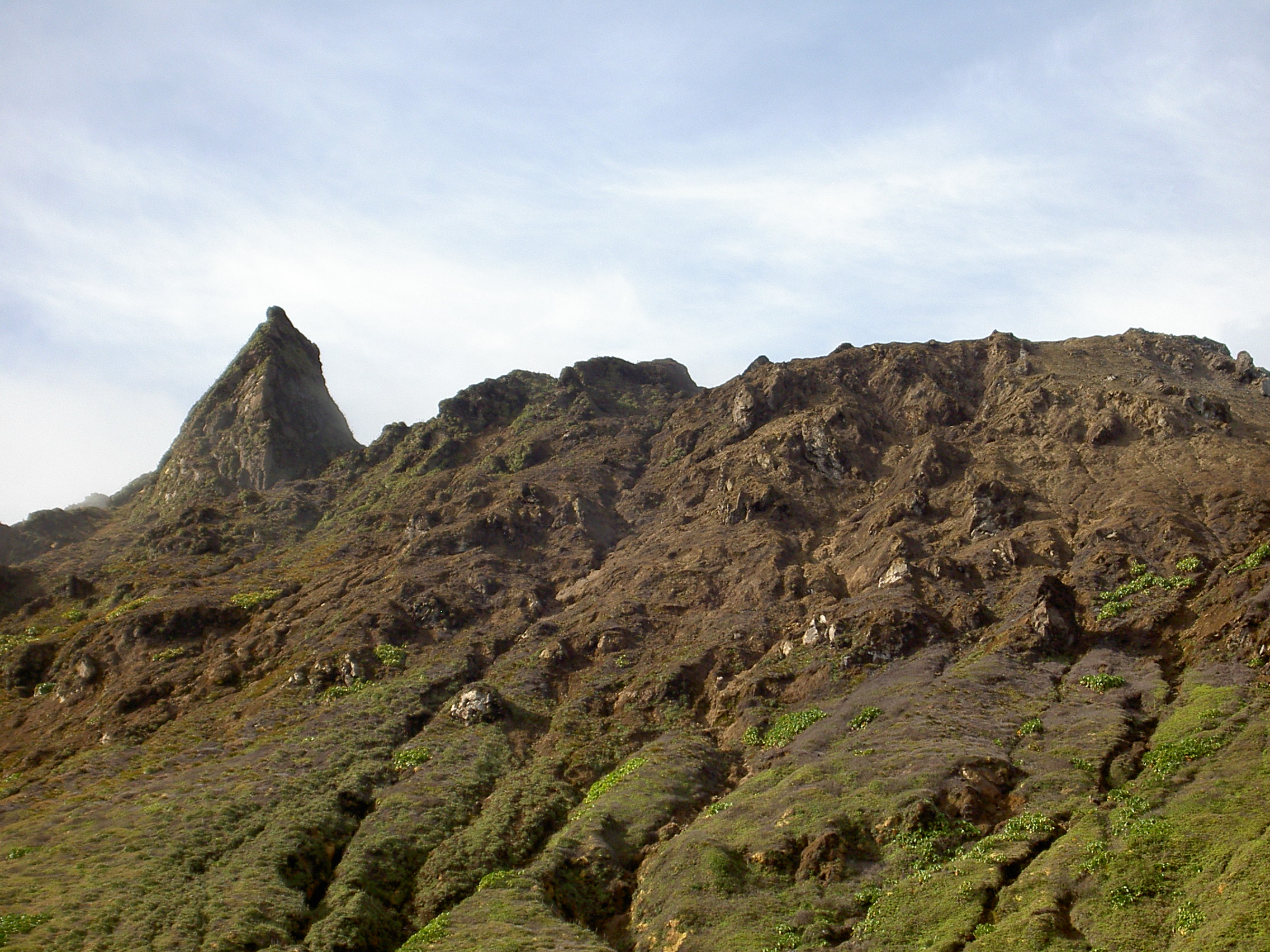
Top van de berg